# TOMIKO☆
TOMIKO☆は、日本のシンガーソングライター。レインボータウンFM『元気DE満タン！ミラクルTOMIKO☆』のラジオパーソナリティ・放送作家・プロデューサー。
テレビ埼玉『お〜でぃえんすV』出演。

## 概要
埼玉県出身。5月4日生まれ。首都圏で歌のライブ・各種イベント・教室の制作やプロデュース活動を行う傍ら、高円寺からスタートした BAR TOMIKO☆は、現在、渋谷から銀座へ進出。2014年9月より毎月ワンハートボクシングクラブにて行われているTOMIKO☆のスローエクササイズ＆ボイストレーニングのイベント教室は、メディアにも取り上げられる。2016年7月には寺子屋TOMIKO☆スタート！2011年5月、OLからエンターテイメントの世界へ転身。他に実業家の顔も持つ。
2011年
2月20日 25:30～26:00 テレビ埼玉「おーでぃえんすＶ」
4月10日 11:00～12:00 レディオ湘南「ＮＩＮＪＡ」
6月19日 26:05～26:35 テレビ埼玉「おーでぃえんすＶ」
8月21日 26:05～26:35 テレビ埼玉「おーでぃえんすＶ」
10月16日 26:05～26:35 テレビ埼玉「おーでぃえんすＶ」
2012年9月16日 26:05～26:35テレビ埼玉「おーでぃえんすＶ」
2014年
12月9日（火）17:00～ J:COM市川（旧JCN市川）「デイリー市川」
12月21日 26:00～26:30 テレビ埼玉「おーでぃえんすＶ」
2016年　中孝介「花」ミュージックビデオ出演　